# RecBCD

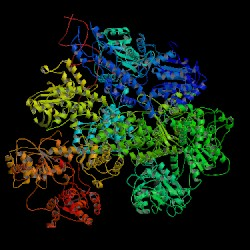
RecBCD晶體結構。

RecBCD是大腸桿菌體內用來起始DNA同源重組的蛋白質。由3個不同的亚基所組成，分別是RecB、RecC與RecD（這些名稱也可用來表示轉錄出這些蛋白質的基因）。其中RecB與RecD是解旋酶。
RecBCD同時也作為模式酵素，用來當作實驗中所使用的單分子螢光（single molecule fluorescence），以了解蛋白質與DNA的交互作用。

## RecBCD路徑
RecBCD途径（RecBCD pathway）是許多生物進行同源重組（homologous recombination）時所用的生化路徑之一。此過程的開端是起於RecBCD蛋白質與脱氧核糖核酸雙螺旋相接，並利用自身的DNA解旋酶（DNA helicase）使脱氧核糖核酸上的「Χ site」（chi site）部分（一段以5'-GCTGGTGG-3'排列而成的序列）分成兩股，產生一個單股的脱氧核糖核酸末端。
接著RecA蛋白質與SSB就能將這段脱氧核糖核酸末端（3'端）包覆。接著RecA會使末端侵入另一段雙股DNA，並搜尋同源區段。當找到同源區段時，就會使被侵入的脱氧核糖核酸生成D环，然後其中一端斷裂。這時就會有兩段脱氧核糖核酸各自有一條斷裂的末端，此末端將會靠近另一段脱氧核糖核酸。
DNA連接酶（DNA ligase）再將兩條斷裂的脱氧核糖核酸黏合，產生霍利迪交叉。然後受到RuvA與RuvB蛋白的影響產生branch migration，最後完成脱氧核糖核酸的重組。

## 外部連結
- 醫學主題詞表（MeSH）：RecBCD+Enzyme
- EC 3.1.11.5